# Martin Niemöller

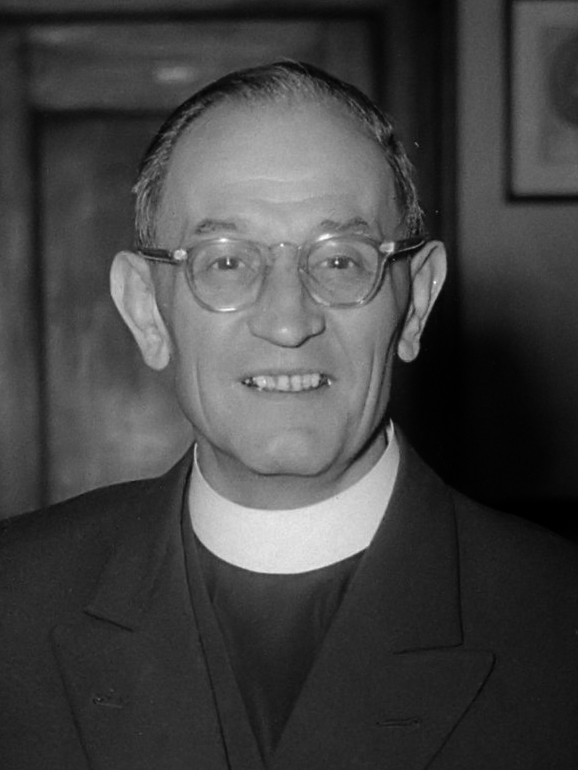
Martin Niemöller (1952)

Emil Gustav Friedrich Martin Niemöller (* 14. Januar 1892 in Lippstadt; † 6. März 1984 in Wiesbaden) war ein deutscher evangelischer Theologe. Er war führender Vertreter der Bekennenden Kirche sowie Kirchenpräsident der Evangelischen Kirche in Hessen und Nassau und Präsident im Ökumenischen Rat der Kirchen. Während Niemöller anfänglich dem Nationalsozialismus positiv gegenüberstand, entwickelte er sich während des Kirchenkampfes und seit 1938 als Häftling im Konzentrationslager Sachsenhausen allmählich zum Widerstandskämpfer gegen den Nationalsozialismus. Nach 1945 engagierte er sich für eine Neuordnung der Evangelischen Kirche und trat in der Friedensbewegung in Erscheinung.

## Leben

### Herkunft

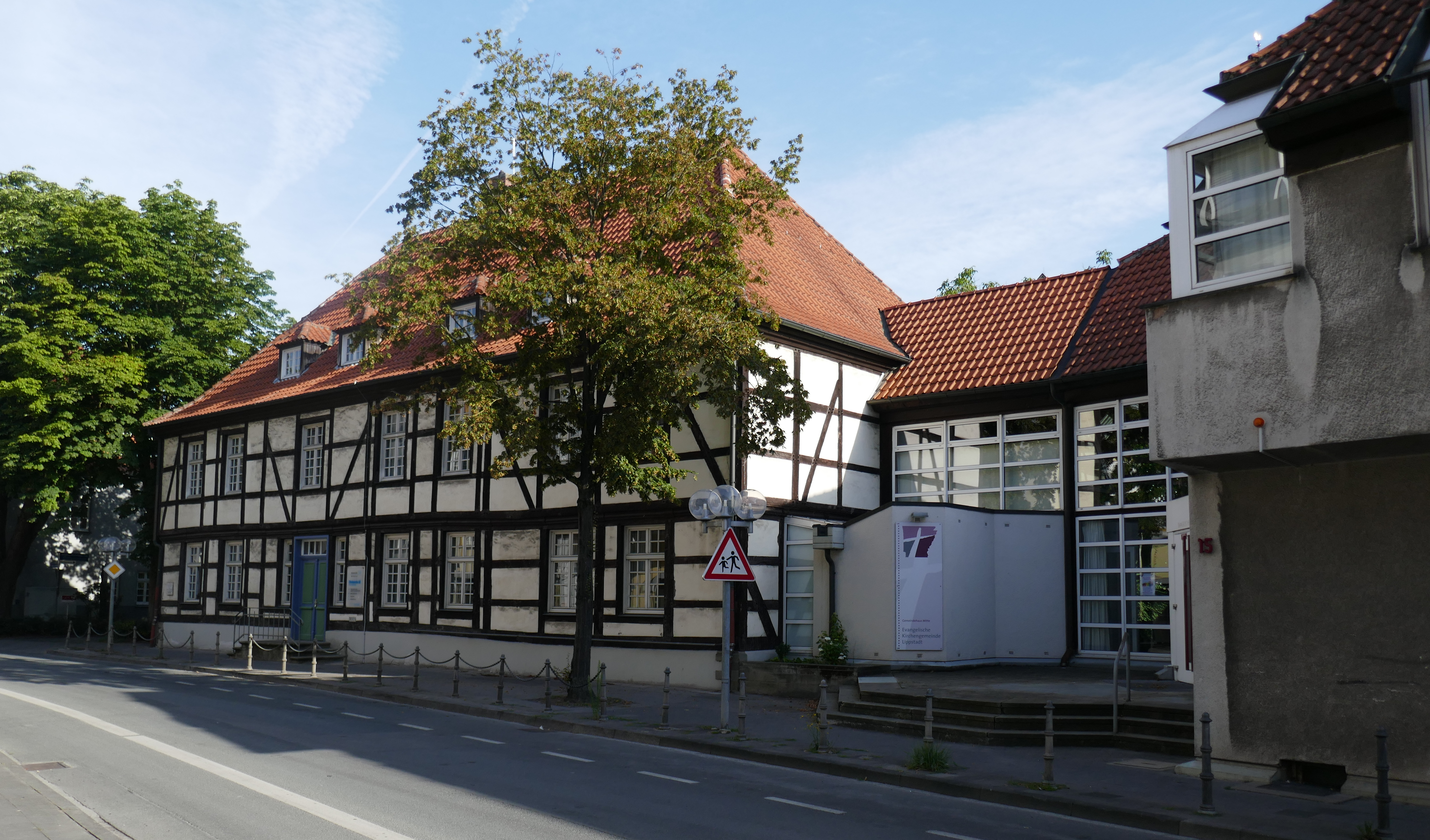
Niemöllers Geburtshaus in Lippstadt

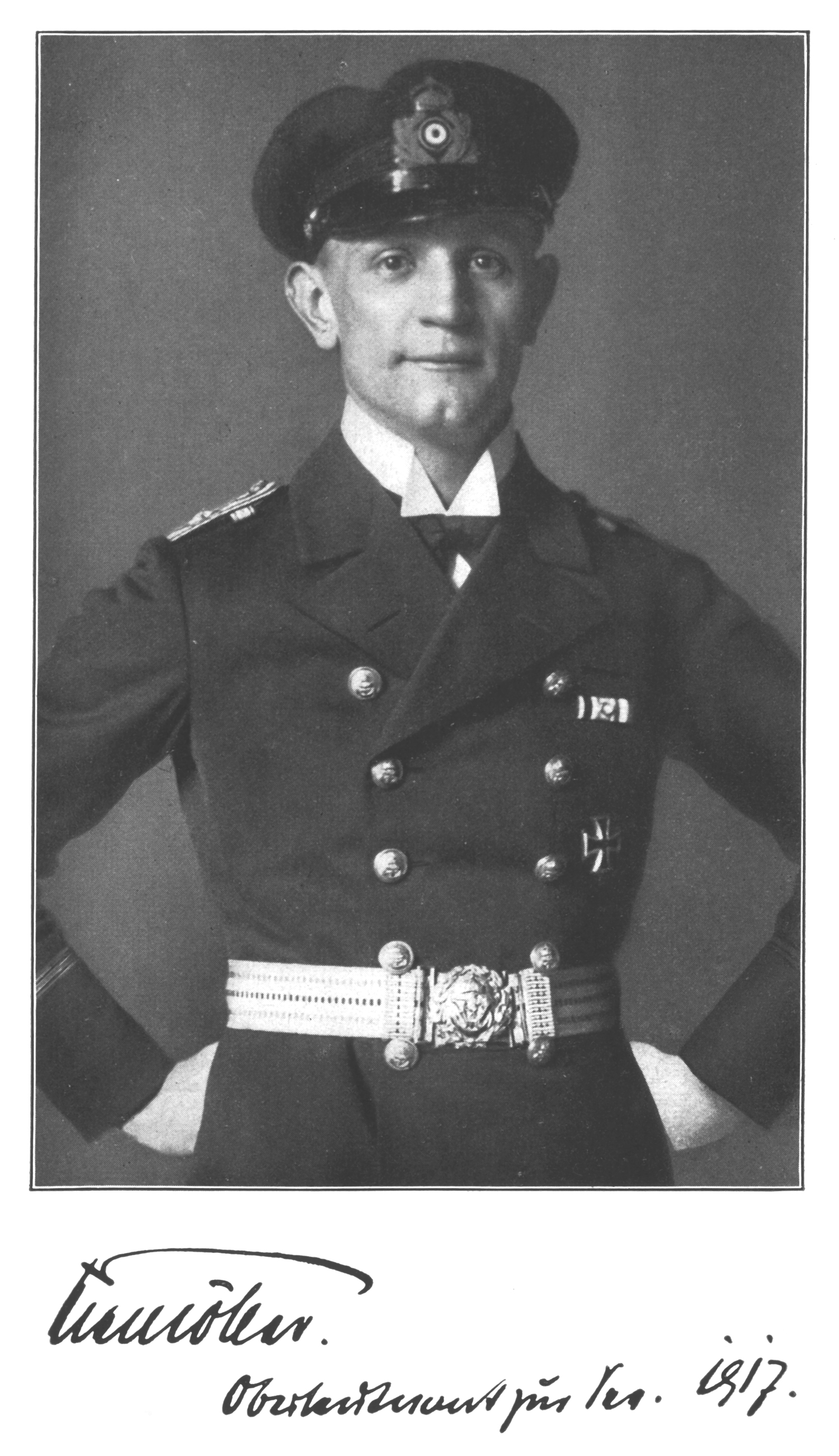
Martin Niemöller als Marineoffizier

Die Eltern Niemöllers waren der lutherische Pfarrer Heinrich Niemöller (1859–1941) und dessen Frau Paula, geb. Müller (1868–1956). Der Bielefelder Pfarrer und spätere Kirchenhistoriker Wilhelm Niemöller (1898–1983) war sein Bruder, der evangelikale Pfarrer Rudolf Bäumer sein Vetter. 1900 zog die Familie von Lippstadt nach Elberfeld (heute zu Wuppertal), wo er am Evangelischen Gymnasium 1910 das Abitur ablegte.

### Marineoffizier im Kaiserreich
Nach dem Abitur schlug Niemöller eine Offizierslaufbahn bei der Kaiserlichen Marine ein. Zunächst war er als Seekadett auf der Hertha und später auf dem Linienschiff Thüringen stationiert. Ab 1915 gehörte er der U-Boot-Waffe an. Im Oktober wurde er Wachoffizier auf dem U-Boot-Hebeschiff Vulkan, wurde später auf U 3 als U-Boot-Fahrer ausgebildet und kam im Februar 1916 als Zweiter Wachoffizier auf U 73. Im April 1916 wurde U 73 ins östliche Mittelmeer verlegt. Es durchbrach mehrmals die Otranto-Sperre, legte ab Dezember 1916 vor Port Said Minen und führte Handelskrieg. Ab Januar 1917 fuhr Niemöller als Steuermann auf U 39 unter dem Kommando von Walter Forstmann und zusammen mit Karl Dönitz, anschließend kam er wieder zurück nach Kiel und wurde mit dem Eisernen Kreuz I. Klasse ausgezeichnet.
Ab August 1917 war er Erster Offizier auf dem U-Kreuzer U 151, der bei Gibraltar, in der Biskaya und an vielen weiteren Orten zahlreiche Dampfer angriff und versenkte. Im November war U 151 vor dem Hafen des senegalesischen Dakar im Einsatz. An Bord eines der Schiffe im Hafen von Dakar war der spätere Friedensnobelpreisträger Albert Schweitzer, der als Elsässer und damit damals Reichsdeutscher im französischen Gabun zusammen mit seiner Frau interniert worden war und nun mit anderen Internierten auf die Verschiffung nach Frankreich wartete. Dies belegt ein Briefwechsel mit Niemöller Ende der 1950er-Jahre, den Schweitzer beschließt: Lieber Herr Niemöller, Sie haben mir also tatsächlich aufgelauert und nach dem Leben getrachtet. Wenn es Ihnen geglückt wäre, hätten Sie jetzt einen braven Kumpan weniger im Anti-Atom-Kampf. Da es sich schon so gefügt hat, wollen wir um so besser zusammenhalten. Ihr ergebener Albert Schweitzer
Im Mai 1918 wurde Niemöller Kommandant des Minen-U-Boots UC 67. Er unternahm zwei Feindfahrten, bei denen er drei Dampfer versenkte und Minen vor Marseille legte. Im Juli 1918 wurde sein U-Boot bei einem Luftangriff schwer beschädigt. 1919 nahm Niemöller seinen Abschied von der Armee, weil er die neue demokratische Regierung ablehnte.

### Ausbildung und Pfarramt in der Weimarer Republik
Am 20. April 1919 heiratete er Else Bremer (1890–1961). Im selben Jahr arbeitete Niemöller von Mai bis Oktober auf einem Bauernhof in Westerkappeln bei Osnabrück, weil er vorhatte, selbst Bauer zu werden. Da das Geld für den Erwerb eines eigenen Gehöftes nicht ausreichte, entschloss er sich zum Studium der Evangelischen Theologie an der Universität Münster (1919–1923). Motivation zum Studium war sein Bestreben, der anscheinend orientierungslos gewordenen Gesellschaft durch die christliche Botschaft wieder Sinn und durch die kirchlichen Strukturen Ordnung zu vermitteln.
Von 1919 bis 1923 engagierte sich Niemöller intensiv in diversen rechtsradikalen Organisationen. Während der Niederschlagung des Ruhraufstandes im Jahr 1920 war Niemöller als Kommandeur des III. Bataillons des Freikorps Akademische Wehr Münster gegen die aufständischen Arbeiter der Roten Ruhrarmee im Einsatz. Während des Studiums trat er der Studentengruppe der Deutschnationalen Volkspartei bei, deren Vorsitzender er für etwa ein Jahr war. Im Sommer 1920 wurde er Mitglied im Deutschvölkischen Schutz- und Trutzbund. Mit seiner Frau teilte er einen radikalen Antisemitismus; er beteiligte sich im März 1923 an der Gründung einer Münsteraner Ortsgruppe des antisemitischen Nationalverbands Deutscher Offiziere, im November 1923 wurde er in den Ehrenrat gewählt. Niemöller war auch im Bund der Aufrechten aktiv, die für eine Restauration der Hohenzollern-Monarchie und gegen die Weimarer Reichsverfassung kämpfte. Außerdem beteiligte er sich am Schusswaffentraining des paramilitärischen Westfalenbundes. In den Jahren 1924 bis 1933 wählte er die Deutschnationale Volkspartei (DNVP), nach der Machtübernahme Hitlers gab er im März 1933 der NSDAP seine Stimme. Später hat Niemöller im Prozess vor dem Berliner Sondergericht im Februar 1938 zwar ausgesagt, er habe seit 1924 stets NSDAP gewählt. Die neuere Forschung hält dies jedoch für „gänzlich unplausibel“. Sie nimmt an, dass er bis 1933 seiner deutschnationalen Einstellung gemäß DNVP wählte. Im Gegensatz zu seinem Bruder Wilhelm Niemöller war Martin niemals Mitglied der NSDAP. Ein Interesse am Nationalsozialismus ist bei ihm erst 1931/32 nachweisbar.
Am 10. April 1923 legte Niemöller das Erste Theologische Examen in Münster ab. Das Vikariat im Anschluss absolvierte er gleichfalls in Münster bei Walter Kähler. Am 1. Dezember 1923 wurde er noch als Vikar von Wilhelm Zoellner zum Zweiten Geschäftsführer des Westfälischen Provinzialverbandes der Inneren Mission berufen. Nach dem zweiten Theologischen Examen am 9. Mai 1924 erhielt Niemöller die Stelle des Ersten Geschäftsführers und Vereinsgeistlichen. Am 29. Juni 1924 wurde Niemöller in Münster ordiniert.
Ein Schwerpunkt seiner Tätigkeit war der Aufbau kirchlicher Jugend- und Wohlfahrtsämter als subsidiäre Partner des Weimarer Sozialstaates. Bis 1931 gelang es ihm, ein flächendeckendes Netz von 91 Jugend- und Wohlfahrtsämtern in Westfalen aufzubauen, eine Dichte, die in anderen Provinzialkirchen nicht erreicht wurde. 1927 war Niemöller Mitbegründer der Selbsthilfeeinrichtung „Darlehensgenossenschaft der Westfälischen Inneren Mission e.G.m.b.H.“, eines Vorgängerinstituts der heutigen Bank für Kirche und Diakonie eG – KD-Bank. 1931 wurde Niemöller zum III. Pfarrer der Evangelischen Kirchengemeinde Berlin-Dahlem berufen. Es war die Pfarrstelle für die neu gebaute und 1932 eingeweihte Jesus-Christus-Kirche.

### Kirchenkampf 1933–1937

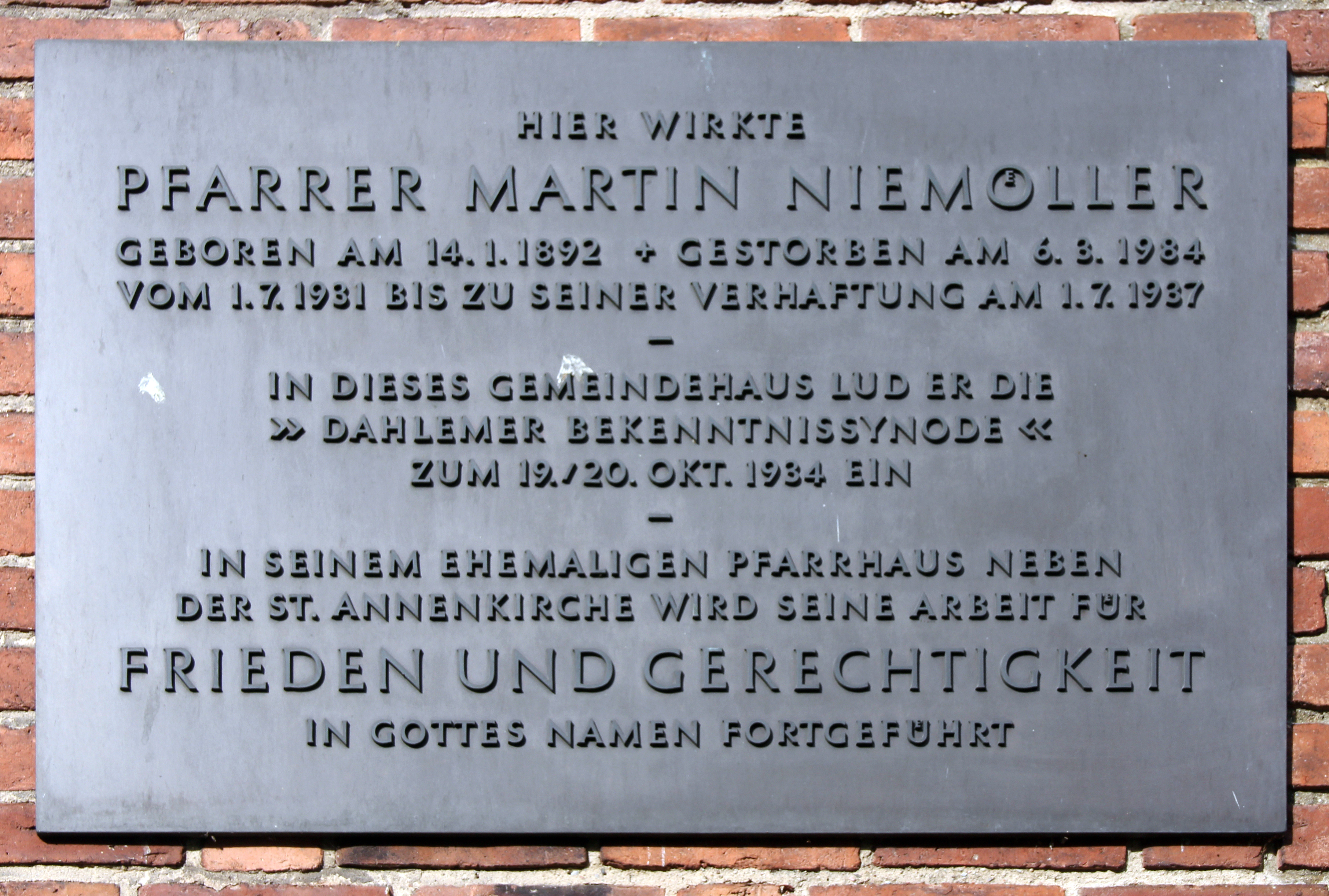
Gedenktafel am Haus, Thielallee 1, in Berlin-Dahlem

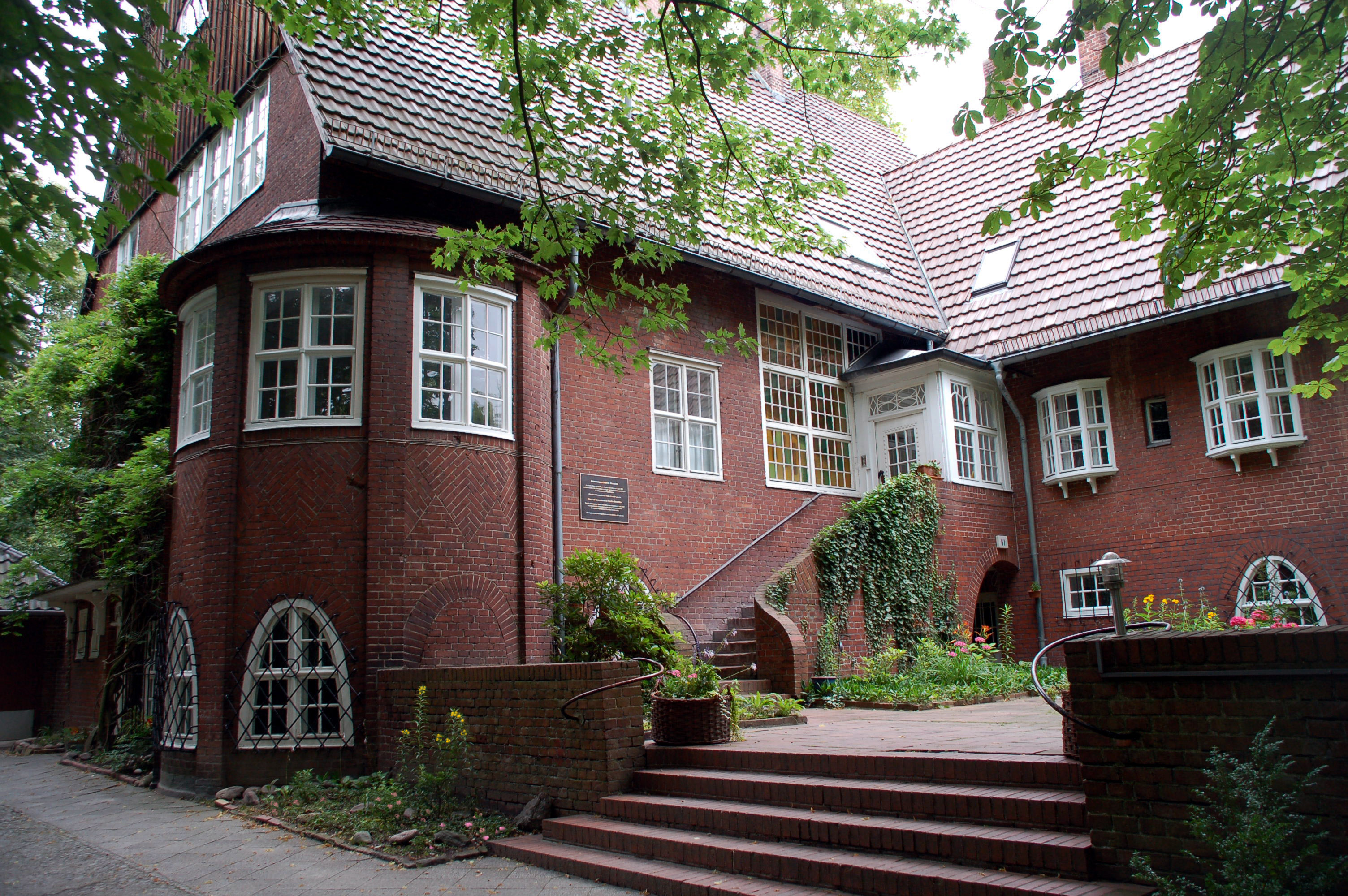
Pfarrhaus von Martin Niemöller, Ev. Gemeinde Dahlem, heute: Martin-Niemöller-Haus

Bald kam es hier zu Auseinandersetzungen mit den Deutschen Christen. Niemöller hatte sich anfangs von deren Bekenntnis zu einem „positiven Christentum“ täuschen lassen, das mit Punkt 24 des NSDAP-Parteiprogramms übereinstimmte, und vom Nationalsozialismus eine nationale Einigung und Erhebung erwartet, die seiner Ansicht nach ohne „Erweckung des christlichen Glaubens“ unmöglich war. Noch am 28. April 1934 kritisierte Dietrich Bonhoeffer ihn in einem Brief an einen Freund in der Schweiz:

„Was in Deutschland in der Kirche los ist, wissen Sie ja wohl ebensogut wie ich. Der National-Sozialismus hat das Ende der Kirche in Deutschland mit sich gebracht und konsequent durchgeführt. … Daß wir vor dieser klaren Tatsache stehen, scheint mir kein Zweifel mehr zu sein. Phantasten und Naive wie Niemöller glauben immer noch die wahren Nationalsozialisten zu sein.“

Niemöller lehnte aber die Vermischung von politischen Aussagen mit dem Glaubensbekenntnis schärfstens ab. So war er im Mai 1933 einer der Gründer der Jungreformatorischen Bewegung und stellte sich an die Seite Friedrich von Bodelschwinghs.
Nachdem der Arierparagraph eingeführt und in mehreren evangelischen Landeskirchen erste oppositionelle Pfarrerbruderschaften gegründet worden waren, rief Niemöller im September 1933 als Reaktion auf die Entfernung von „Nichtariern“ aus Kirchenämtern zur Gründung eines reichsweiten Pfarrernotbundes auf; dem Bund traten etwa ein Drittel der Pfarrer bei. Seine primären Aufgaben bestanden aus dem Protest gegen diese Maßnahmen sowie der Organisation von Hilfe für die Betroffenen.
Gleichwohl suchte Niemöller immer noch einen Kompromiss mit den Deutschen Christen. Besonders umstritten ist deshalb heute noch sein Thesenpapier vom 2. November 1933 mit dem Titel Sätze zur Arierfrage in der Kirche. Im Gegenzug für die Nichtanwendung des Arierparagraphen auf Kirchenämter erwartete Niemöller, dass sich jüdischstämmige Pfarrer bei der Bewerbung um höhere Kirchenämter zurückhalten sollten:

„Da das Bekenntnis auf gar keinen Fall und um gar keinen Preis auch nur vorübergehend außer Kraft gesetzt werden darf, kann die Frage nur so angefasst werden, dass wir auf Grund von 1. Kor von den Amtsträgern jüdischer Abstammung heute um der herrschenden ‚Schwachheit‘ willen erwarten dürfen, dass sie sich die gebotene Zurückhaltung auferlegen, damit kein Ärgernis gegeben wird. Es wird nicht wohlgetan sein, wenn heute ein Pfarrer nichtarischer Abstammung ein Amt im Kirchenregiment oder eine besonders hervortretende Stellung in der Volksmission einnimmt.“

Der Pfarrernotbund und andere Gruppen bildeten die Vorläufer der Bekennenden Kirche, die auf der 1. Barmer Bekenntnissynode vom 29. bis zum 31. Mai 1934 gegründet wurde. Auf dieser Synode wurde die Barmer Theologische Erklärung verabschiedet, die das theologische Fundament der Bekennenden Kirche bildete.
Die theologische Rechtfertigung war der in der evangelisch-lutherischen Kirche festgeschriebene Bekenntnisstand oder Bekenntnisnotstand (status confessionis), der gegeben ist, wenn die Kirchenoberen sich vom lutherischen Bekenntnis – festgehalten im Augsburger Bekenntnis – entfernen. Das sah der Pfarrernotbund gegeben in der so genannten Schöpfungstheologie der Deutschen Christen, die Schöpfungsordnungen – beispielsweise das Volk – neben der Bibel anerkannten. Den status confessionis sah auch Karl Barth in einem Brief an Dietrich Bonhoeffer als eindeutig gegeben:

„Aber auch die Verfügung hinsichtlich der Beamten und Pfarrer ist untragbar, und auch ich bin der Meinung, daß der status confessionis gegeben sei.“

Dabei ging es ihm um eine scharfe Abgrenzung gegenüber den Deutschen Christen und bald auch um eine Durchsetzung der Beschlüsse der Bekenntnissynoden von Barmen im Mai 1934 und Dahlem im Oktober 1934.
Niemöller dachte weiterhin im Wesentlichen betont nationalkonservativ. So erschien 1934 sein Erinnerungsbuch Vom U-Boot zur Kanzel. Trotzdem geriet er zunehmend in die Illegalität. Höhepunkt dieser Entwicklung war ein Empfang von Kirchenführern in der Berliner Reichskanzlei im Januar 1934. Dabei kam es zu einer direkten Konfrontation zwischen Hitler und Niemöller. Während Hitler den Kirchenkampf durch die Bekennende Kirche als Kampf gegen den deutschen Staat betrachtete, versuchte Niemöller vergeblich deutlich zu machen, dass es nur um die Freiheit und Reinheit der Verkündigung auch aus politischer Verantwortung, aus „Sorge um das Dritte Reich“ gehe.
Niemöllers Vorträge und Predigten galten zunehmend als oppositionell. Schließlich schlug er die radikalsten Wege innerhalb der Bekennenden Kirche ein. Der altpreußische Bruderrat, dem er angehörte, sah sich als „wahre Kirchenleitung“. Ein häretisch gewordener Kirchenrat könne nicht mehr Kirchenleitung sein. Dabei fand Niemöller wenig Gefolgsleute. Viele setzten demgegenüber auf die vom Reichskirchenminister Hanns Kerrl eingesetzten Kirchenausschüsse, in denen alle kirchlichen Gruppierungen vertreten waren – mit Ausnahme der Bruderräte und der Thüringer Richtung der Deutschen Christen.
Niemöller scheute sich nicht, Unrecht zu benennen und die staatliche Kirchenpolitik zu attackieren. So wandte er sich zusammen mit Hunderten anderen Pfarrern gegen verbale Angriffe Alfred Rosenbergs, des Chefideologen der Nationalsozialisten, was 1935 zu einer ersten Verhaftung führte.
Niemöller teilte sichtlich den Antisemitismus der meisten Konservativen seiner Zeit, z. B. von Juden als Betrügern, ohne dass aber jemand Maßnahmen gegen sie ergreifen sollte:

„Wir sprechen vom ewigen Juden und schauen das Bild eines ruhelosen Wanderers, der keine Heimat hat und keinen Frieden findet; und wir schauen das Bild eines hochbegabten Volkes, das Ideen über Ideen hervorbringt, um die Welt damit zu beglücken; aber was es auch beginnt, verwandelt sich in Gift; und was es erntet, ist immer wieder Verachtung und Haß, weil je und dann die betrogene Welt den Betrug merkt und sich auf ihre Weise rächt. ‚Auf ihre Weise‘: denn wir wissen wohl, dass es keinen Freibrief gibt, der uns ermächtigte, dem Fluch Gottes mit unserem Haß nachzuhelfen. … Das ‚Liebet eure Feinde‘ läßt keine Ausnahme zu.“

### KZ-Häftling 1937–1945

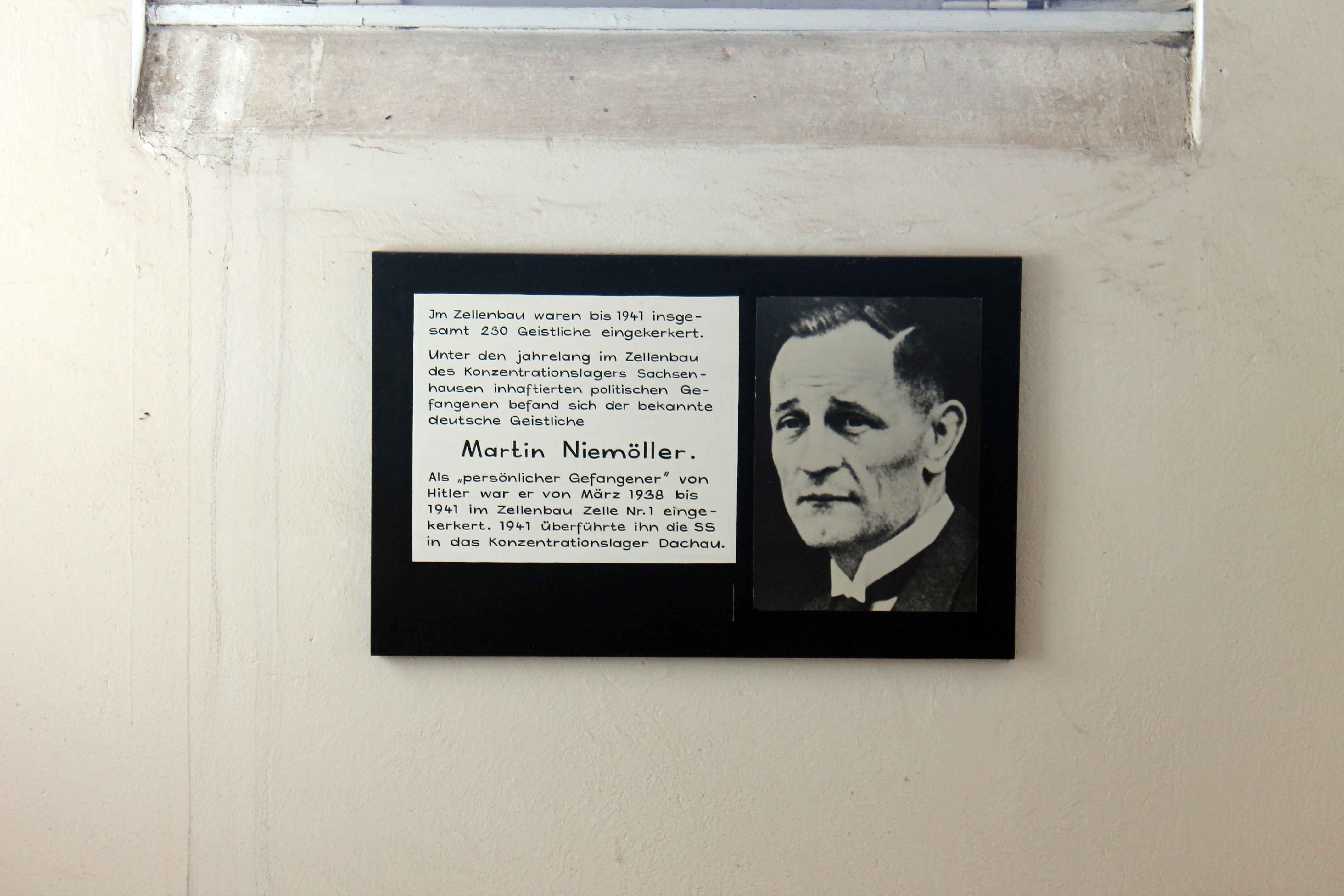
Aushang zu Martin Niemöller im Zellenbau (Zelle Nr. 1) des KZ Sachsenhausen

Am 1. Juli 1937 wurde Niemöller erneut verhaftet. Zu diesem Zeitpunkt waren etwa 40 Verfahren gegen den Pfarrer anhängig. Er sollte vor der Öffentlichkeit des In- und Auslandes als Staatsfeind verurteilt werden, womit man auch eine Kriminalisierung der ganzen Bekennenden Kirche erreichen wollte. Doch Niemöllers Verhaftung löste eine Welle der Solidarität inner- und außerhalb Deutschlands aus. Seine eigene Gemeinde in Berlin-Dahlem versammelte sich jeden Abend in der St.-Annen-Kirche zu einem Fürbittgottesdienst für alle Gefangenen. Am 7. Februar 1938 begann schließlich der Prozess vor dem Sondergericht in Berlin-Moabit.
Am 2. März wurde Martin Niemöller zu sieben Monaten Haft verurteilt, die er jedoch durch seine Untersuchungshaft bereits verbüßt hatte. Zu seinen Verteidigern gehörte Hans Koch. Er kam nicht frei, sondern wurde gleich am Ausgang von der Gestapo erneut verhaftet und in das Konzentrationslager Sachsenhausen gebracht, als „persönlicher Gefangener“ Adolf Hitlers. Seine zunächst geplante Hinrichtung wendete der britische Lordbischof George Kennedy Allen Bell ab, indem er die Presse über den Fall Niemöller informierte. Die Kinder Niemöllers waren während dessen Inhaftierung im KZ auf dem Gut der Lützlower von Arnims, bei Wilhelm von Arnim-Lützlow, untergebracht. Diese Verbindung zur Uckermark hielt auch nach dem Krieg an und Niemöller besuchte häufig uckermärkische Gemeinden zu Vorträgen und Predigten.
Während seiner Einzelhaft im Konzentrationslager Sachsenhausen (und noch zwei Jahre darüber hinaus) erwog Niemöller, katholisch zu werden. Anlass für diese Konversionspläne war eine vom Konsistorium 1939 geplante Versetzung Niemöllers in den Wartestand. Ursache war aber mehr als der Ärger über seine Amtskirche, die ihn fallen zu lassen drohte, und auch nicht nur die Einsamkeit der Einzelhaft, sondern ein komplexes Geschehen, das von der Anziehungskraft katholischer Frömmigkeit und der Aufweichung der konfessionellen Gegensätze in der Verfolgungszeit (s. u.) gefördert wurde. Letztlich hat es seine Ehefrau Else Niemöller – mit argumentativer Unterstützung theologischer Freunde – verhindert.
Bei Kriegsausbruch 1939 richtete Niemöller ein Gesuch an Hitler, wieder wie im Ersten Weltkrieg als U-Boot-Kommandant Dienst tun zu dürfen, was Hitler ablehnte. Niemöller rechtfertigte seine Freiwilligenmeldung kurz nach dem Krieg damit, dass sein Widerstand gegen den Nationalsozialismus in erster Linie religionstheoretisch motiviert gewesen sei; zum lutherischen Ethos habe es aber auch gehört, für sein deutsches Vaterland zu kämpfen.
1941 wurde er in das Konzentrationslager Dachau verlegt. Dort war eine große Zahl Geistlicher verschiedener Konfessionen aus Deutschland, Österreich und den von deutschen Truppen besetzten Nachbarstaaten – vor allem aus Polen – inhaftiert. Als „Sonderhäftling“ wurde er allerdings nicht wie die meisten Geistlichen im Pfarrerblock, sondern im „Ehrenbunker“, einem abgegrenzten Sonderbereich im Arrestblock, gefangen gehalten. Dort hatte er Kontakt zu drei ebenfalls prominenten katholischen Priestern, Johannes Neuhäusler, Karl Kunkel und Michael Höck, die wie die anderen Dachauer Sonderhäftlinge etliche Vergünstigungen genossen: Ihre Verpflegung war erheblich besser, die Türen ihrer Zellen waren nicht verschlossen, so dass sie sich jederzeit besuchen konnten, und von Zeit zu Zeit durften sie auch ins Freie gehen, um frische Luft zu schöpfen.
Während seiner Haftzeit erfuhr Niemöllers Theologie einen Neuansatz. Hatte er bislang vor allem den „Dienst am Volk“ als kirchliche Aufgabe betont, so erkannte er in der Kreuzigung Jesu Christi nun ein Geschehen für alle Völker; daher habe Kirche vor allem an der Überwindung von Grenzen, Rassen und Ideologien zu arbeiten. Zudem musste er einsehen, dass die Kirchen in Deutschland für die nationalsozialistische Machtergreifung mitverantwortlich gewesen waren.
1945 wurde Niemöller mit anderen „Sippen-“ und „Sonderhäftlingen“ nach Niederdorf im Pustertal (Südtirol) gebracht, dort aber am 30. April 1945 von der Wehrmacht – unter der Führung von Hauptmann Wichard von Alvensleben – aus den Händen der SS befreit (siehe Befreiung der SS-Geiseln in Südtirol). Bis zum 13. Juni 1945 musste er US-amerikanischen Dienststellen in Italien zur Verfügung stehen, bevor er über Paris nach Frankfurt am Main gebracht wurde. Die Militärbehörden hielten ihn weiterhin in einem Verhörzentrum in Wiesbaden fest, bis er durch einen Hungerstreik am 21. Juni seine Freilassung erreichen konnte. Am 29. Oktober 1945 predigte er zum ersten Mal nach seiner Befreiung im Gottesdienst in der St.-Annen-Kirche in Dahlem. Seine Hoffnung, wieder seine alte Pfarrstelle zu erhalten, erfüllte sich nicht.

### Nach dem Krieg

#### Politik der Nachkriegszeit
Niemöller aufgrund seines mutigen Entgegentretens gegen den Nationalsozialismus auch als Vertreter einer demokratischen Gesinnung und als Pazifisten und Gegner des Nationalismus zu sehen, wäre falsch. Alle drei Haltungen waren ihm damals eher fern. Niemöllers deutschnationale Prägung scheint bereits in seiner Autobiographie Vom U-Boot zur Kanzel deutlich durch. Bereits 1944 gelangte Major Marshall Knappen zu der Einschätzung:

„Nicht alle antinazistischen Elemente innerhalb der deutschen Kirchen können als wirklich demokratisch bezeichnet werden und vernünftigerweise sollte nicht von allen die Bereitschaft zur Zusammenarbeit mit einem künftigen demokratischen Programm erwartet werden.“

In dem bereits erwähnten Interview von 1945 forderte Niemöller außerdem die Amerikaner auch zu einem stärkeren militärischen Engagement in Europa auf, um zu verhindern, dass Deutschland völlig unter russische Kontrolle gerate. Außerdem sprach er sich für die Wiedereinführung der Konfessionsschulen und gegen die Trennung von Staat und Kirche aus. So berichtete General Clay über ihn nach Washington:

„Während er seine antinazistische Einstellung durch seine eigenen Taten vollkommen bewiesen hat, ist es noch zu früh, das gleiche für seine aufrichtige Zurückweisung der militaristischen und nationalistischen Konzeptionen des ehemaligen deutschen Staates vorherzusagen.“

Niemöller verurteilte, unter anderem in Briefen an General Clay, auch rechtswidriges Vorgehen der alliierten Besatzungsmächte. Den nach Protesten in der amerikanischen Bevölkerung und Politik ad acta gelegten ursprünglichen Morgenthau-Plan bezeichnete er als „das Vorhaben, das deutsche Volk bis zu seinen Wurzeln auszurotten“, ferner Praktiken des Nürnberger Gerichtshofes als „schwere Verdunkelung des öffentlichen Gewissens“. Es erinnere „an die Behandlung der Offiziere des 20. Juli durch Adolf Hitler, wie man jetzt mit Wehrmachtoffizieren vor amerikanischen Tribunalen verfährt“. Auch die Flächenbombardements gegen die deutsche Zivilbevölkerung und Vertreibungen im Osten verurteilte Niemöller entschieden. Er müsse überdies im besetzten Deutschland Verhältnisse feststellen, „die auf Schritt und Tritt an die hinter uns liegenden Schreckensjahre erinnern“; manche durch die Besatzungsbehörden zu verantwortenden Zustände und Maßnahmen seien „selbst unter dem Naziregime niemals gewesen“.

#### Kirchlicher Wiederaufbau
In Deutschland hatte nach Niemöllers Rückkehr mittlerweile Otto Dibelius die Leitung der Kirche in Berlin übernommen. Für Niemöller schien kein Platz mehr zu sein, auch wenn er von 1945 bis 1955 dem Rat der EKD angehörte und – in Personalunion mit seinem Amt als Kirchenpräsident der Evangelischen Kirche in Hessen und Nassau – Leiter ihres Kirchlichen Außenamtes in Frankfurt am Main und Auslandsbischof war. Anders als Dibelius, der mit einer bischöflichen Struktur sympathisierte, dachte Niemöller an eine konsequente Überwindung des Landeskirchentums von bruderrätlichen Traditionen her: Die Kirche solle von den Gemeinden her aufgebaut sein, territoriale Traditionen und konfessionelle Gegensätze dürften künftig nicht mehr von Bedeutung sein.
Die Familie des Fürsten zu Ysenburg und Büdingen, unter deren Patronat und Initiative – vor allem der Fürstin Marie – die Bekennende Kirche in Büdingen (Oberhessen) Schutz gefunden hatte, nahm Niemöller – der 1935 das Ehepaar Otto Friedrich und Felizitas zu Ysenburg und Büdingen getraut hatte – und seine Familie im November 1945 in Schloss Büdingen auf, wo er bis zur Wahl zum Kirchenpräsidenten wohnte. Seit dem Frühjahr 1946 gestaltete er den Aufbau der hessen-nassauischen Kirche mit. Es gelang ihm, konzeptionelle Elemente der Bruderräte in das Leitende Geistliche Amt, das bis 2010 kollegial das Amt des Bischofs wahrnahm, einfließen zu lassen. Schließlich wurde er am 1. Oktober 1947 zum Kirchenpräsidenten berufen. Das Amt bekleidete er bis 1965.
Zu historischer Bedeutung gelangte er auch durch seine Mitwirkung am Stuttgarter Schuldbekenntnis, sodann dessen Erklärung gegenüber Gemeinden und Pastoren. Der Leiter der ökumenischen Delegation Willem Adolf Visser ’t Hooft erinnert sich in seiner Autobiographie an das Zustandekommen dieser ersten Schulderklärung der EKD nach 1945:

„Wie sollten wir die Wiederaufnahme voller ökumenischer Beziehungen erreichen? Die Hindernisse für eine neue Gemeinschaft ließen sich nur beseitigen, wenn die deutsche Seite ein klares Wort fand … Niemöller predigte über Jeremia 14,7–11: ,Ach Herr, unsere Missetaten haben es ja verdient; aber hilf doch um deines Namens willen!’ Es war eine machtvolle Predigt. Niemöller sagte, es genüge nicht, den Nazis die Schuld zu geben, auch die Kirche müsse ihre Schuld bekennen.“

Damit wurde den deutschen evangelischen Kirchen der Weg zurück in die Ökumenische Bewegung eröffnet. An den Vollversammlungen des Ökumenischen Rates der Kirchen nahm er von 1948 bis 1975 teil; von 1961 bis 1968 war Niemöller einer der sechs Präsidenten des ÖRK. 1971 heiratete er Sybilla Augusta Sophia von Sell (1923–2022), geschiedene Donaldson, die Tochter von Ulrich von Sell, und lebte mit ihr in Wiesbaden.
Die Haltung zur Wiederaufnahme von Pfarrern in den Dienst der EKHN, die durch ihr Verhalten in der Zeit des Nationalsozialismus belastet waren, wird seit 2007 wieder verstärkt öffentlich diskutiert. Auslöser waren Recherchen zum Fall Matthäus („Matthes“) Ziegler.

#### Haltung zur Wieder- und Atombewaffnung sowie zu weiteren Themen
Scharf kritisierte Niemöller die Gründung der Bundesrepublik Deutschland („In Rom gezeugt und in Washington geboren“), die Wiederbewaffnung Deutschlands, die Positionen der Kirche im Kalten Krieg sowie die Rüstungspolitik der Großmächte. Seine dabei oft verletzenden und überscharf formulierten Ansichten brachten ihm Ablehnung wie große Anhängerschaft ein. Niemöller polarisierte wie kein anderer Kirchenmann; er kannte nur Freunde oder Gegner; Neutralität gegenüber Niemöller gab es kaum.
1954 wandte sich Niemöller radikal pazifistischen Positionen zu, um derentwillen er auch nicht die Zusammenarbeit mit Kommunisten scheute. In Zeiten von ABC-Waffen schien ihm Krieg nicht nur absurd, sondern christlich unverantwortbar zu sein. 1958 war er einer der prominenten Teilnehmer der Kampagne Kampf dem Atomtod. So war in seinen Augen die Ableistung von Militärdienst mit christlichem Glauben unvereinbar. Viele seiner folgenden Reisen sollten seine Versöhnungsbereitschaft dokumentieren und dem Frieden dienen. Während schärfster politischer Konflikte besuchte er 1952 auf Einladung des russisch-orthodoxen Patriarchen Moskau.
1957 wurde er zum Präsidenten der Deutschen Friedensgesellschaft gewählt und 1958 wurde er auch zum Präsidenten der Internationale der Kriegsdienstgegner (IdK) gewählt und war – nach deren Zusammenschluss (IdK, 1968) und „Verband der Kriegsdienstverweigerer“ (VK, 1974) – ab 1974 Präsident der „Deutschen Friedensgesellschaft – Vereinigte KriegsdienstgegnerInnen“ (DFG-VK). 1959 attackierte er die Ausbildung zum Soldaten als „die Hohe Schule für Berufsverbrecher“ (siehe Soldaten sind Mörder). Während des Vietnamkrieges reiste er 1967 nach Nordvietnam. Ab 1967 war er auch Ehrenpräsident des Weltfriedensrates.

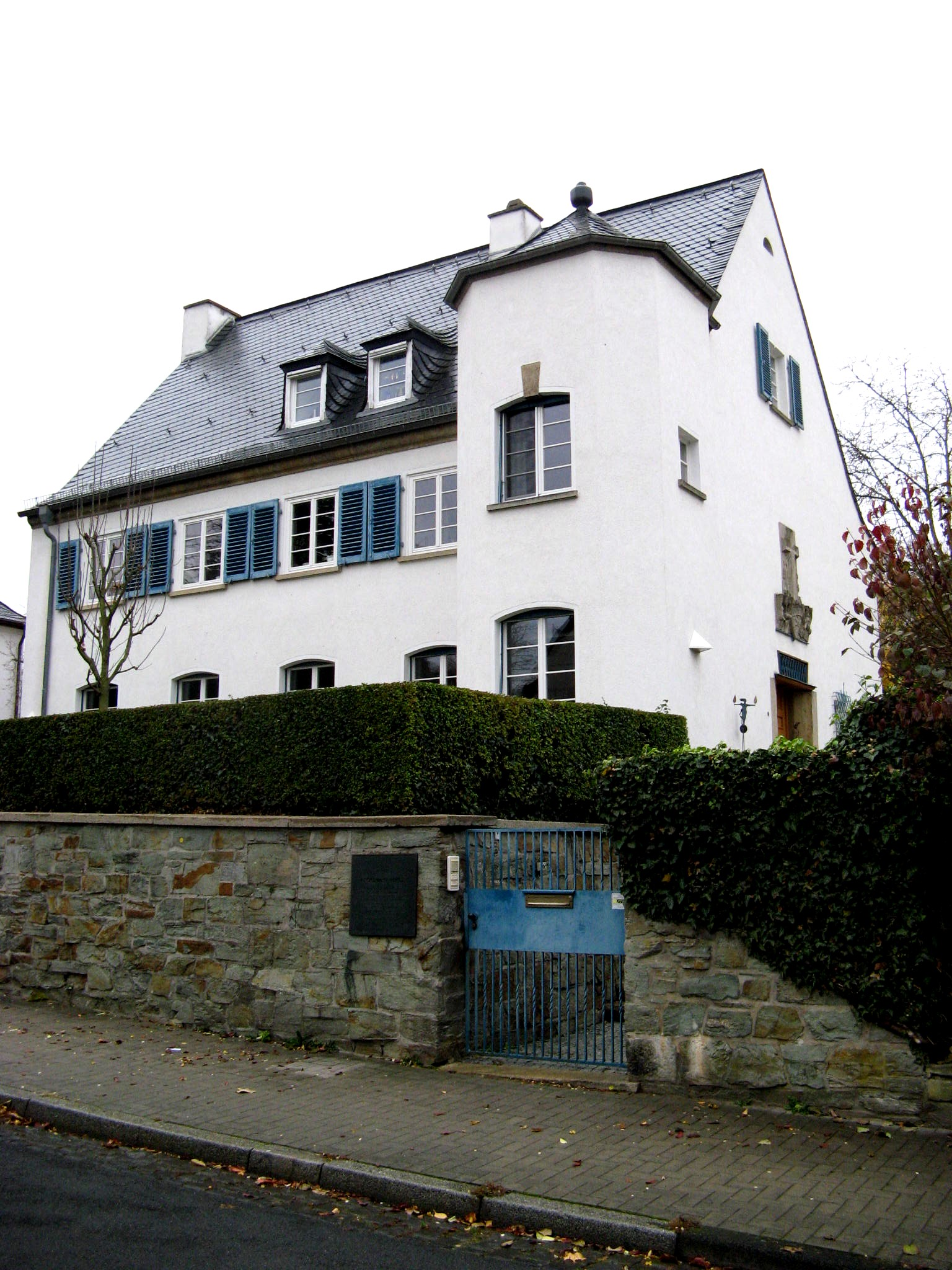
Niemöllers Haus in Wiesbaden

Als sich ab 1960 mehr und mehr Menschen inner- und außerhalb der Kirche der christlich-jüdischen Aussöhnung verpflichtet wussten und deshalb die Aufnahme offizieller diplomatischer Beziehungen zwischen der Bundesrepublik und dem Staat Israel forderten, wollten sie auch Niemöller dafür gewinnen. Sie erhofften sich eine größere Außenwirkung, wenn Niemöller als prominente kirchenleitende Persönlichkeit das Anliegen sekundieren würde. Er erschien ihnen aufgrund seiner Kirchenkampferfahrung und seiner Gegnerschaft zur Wiederbewaffnung der geeignete Ansprechpartner zu sein. Konkret fragte Rolf Rendtorff im Jahr 1963 bei Niemöller nach, ob er mit ihm zusammen nach Bonn fahren würde, um dort Bundestagsabgeordnete von der Notwendigkeit eines deutsch-israelischen Botschafteraustauschs zu überzeugen. In seinem Antwortschreiben machte der Kirchenpräsident deutlich, dass er sich mit der politischen ‚Israelfrage‘ nicht näher befassen wolle, weil er selbst mehr Verständnis für die arabische Position habe. Auch mit dem spezifisch christlich motivierten Israel-Engagement Rendtorffs und anderer protestantischer Theologen konnte Niemöller diesem Schreiben zufolge nichts anfangen: „Inwiefern aber die Evangelische Kirche eine positive Aufgabe und ein positives Interesse am Staate Israel haben soll oder darf, ist mir bis zur Stunde schleierhaft.“
Während seiner Zeit als einer der Präsidenten des ÖRK forderte dieser mehrfach das Ende der Bombardierung Nordvietnams durch die US-Luftwaffe. Niemöller selbst reiste im Dezember 1966 nach Hanoi.
In seiner Sozialethik bewegte sich Niemöller zwischen der lutherischen Prägung durch sein Elternhaus und reformiertem Einfluss. So erkannte er in engem Rahmen eine relative Autonomie des Politischen an, zunehmend aber betrachtete er politische Entscheidungen als Glaubensentscheidungen. Die Frage „Was würde Jesus dazu sagen?“ wurde zu einem Markenzeichen von Niemöllers Denken.
Im Alter griff Niemöller die bundesdeutsche Politik an und unterstützte die außerparlamentarische Opposition; auch der Kirche traute er Reformfähigkeit nicht mehr zu, so dass er schließlich die hessen-nassauische Synode verließ.
Vielfach wurde Niemöller im Kontext der gesellschaftlichen Diskussionen in den 1960er und 70er Jahren eine unkritische Nähe zum Kommunismus und insbesondere zum real existierenden Sozialismus vorgeworfen. Im März 1979 war er Juror des Dritten Russell-Tribunals, das Menschenrechtsverletzungen in der Bundesrepublik Deutschland anprangerte. Im Januar 1980 überließ er seine Grabstelle auf dem St.-Annen-Kirchhof in Berlin-Dahlem dem verstorbenen Rudi Dutschke.

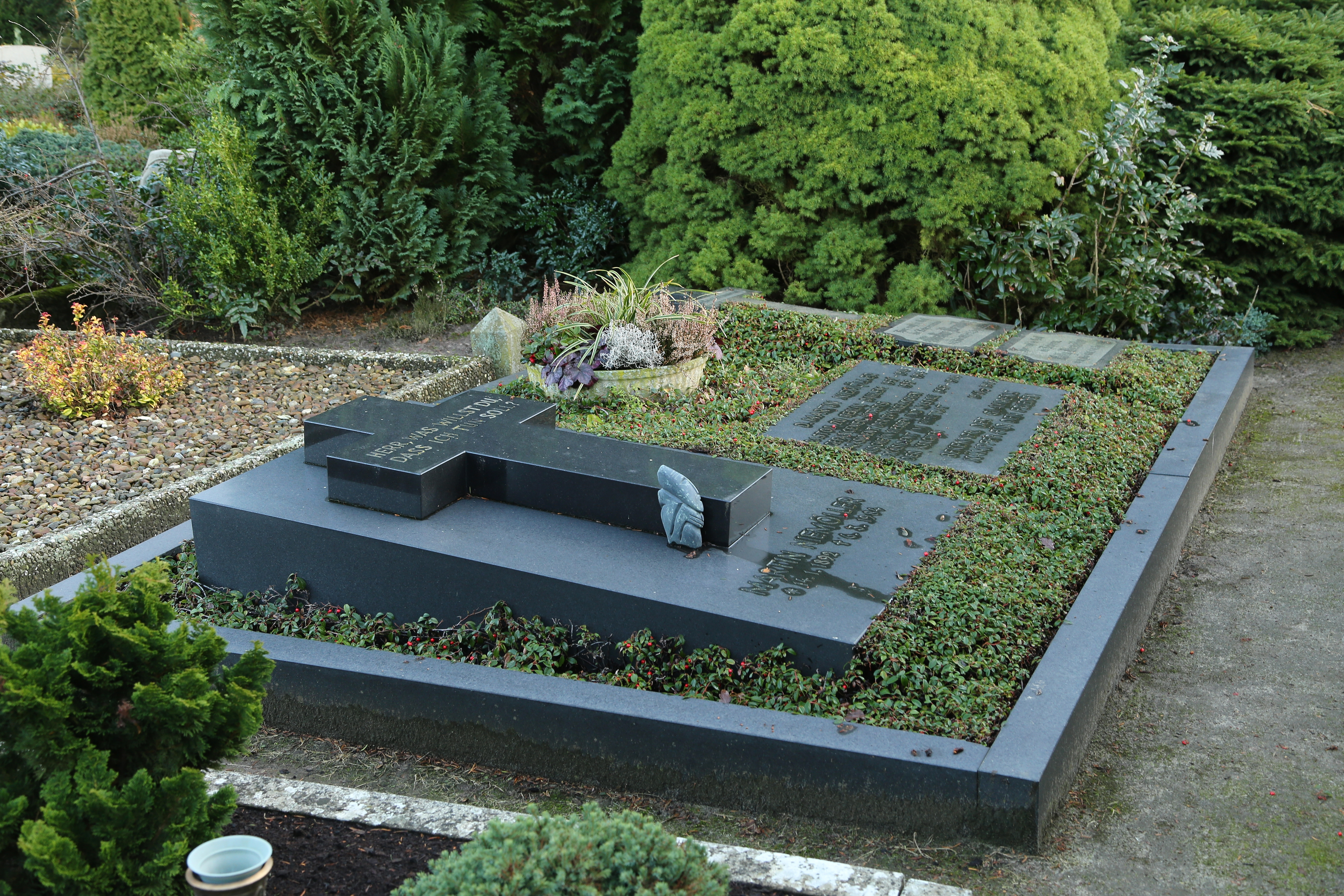
Familiengrab Niemöller in Lotte-Wersen

Niemöller lebte bis zu seinem Tod in Wiesbaden und bewohnte das Haus in der Brentanostraße 3. Heute ist dort der Sitz des Vertreters der Evangelischen Kirchen in Hessen (EKKW, EKHN, EKiR) bei der Hessischen Landesregierung. Begraben ist Martin Niemöller auf der Grabstätte seiner Familie auf dem Alten Evangelischen Friedhof Wersen in Lotte-Wersen bei Osnabrück.

## Ehrungen
Niemöller erhielt unter anderem die Wichernplakette der Inneren Mission, den Lenin-Friedenspreis der UdSSR (1966), das Großkreuz des Bundesverdienstordens (1970), die Albert-Schweitzer-Friedensmedaille, die Deutsche Friedensmedaille der DDR in Gold, die Carl-von-Ossietzky-Medaille (1983) der Internationalen Liga für Menschenrechte. Ehrendoktorwürden in Eden/USA, Budapest, Göttingen, Halifax/Chicago, Neu-Delhi und Chicago und die Ehrenbürgerschaft der Stadt Wiesbaden.
Nach ihm benannt wurden die Martin-Niemöller-Kirche in Nürnberg, das Martin-Niemöller-Haus (Tagungsstätte der Evangelischen Akademie Arnoldshain), das Friedenszentrum Martin-Niemöller-Haus in Berlin-Dahlem, das Martin-Niemöller-Haus in Jena und das Martin-Niemöller-Haus Altenpflegeheim in Rüsselsheim sowie die Martin-Niemöller-Gesamtschule in Bielefeld, die Martin-Niemöller-Grundschule in Berlin-Neu-Hohenschönhausen, das Gymnasium Martin-Niemöller-Schule in Wiesbaden und die Martin-Niemöller-Schule in Riedstadt sowie das Martin Niemöller Haus in Westerkappeln-Velpe und das Martin-Niemöller-Haus der evangelischen Kirche in Heidesheim (Ingelheim am Rhein).
Das Straßenverzeichnis Deutschlands weist mehr als 30 Straßen, Wege und Plätze aus, die nach Martin Niemöller benannt sind.
Am 17. Oktober 1985 wurde der Film Martin Niemöller – Was würde Jesus dazu sagen? Eine Reise durch ein protestantisches Leben (Drehbuch und Regie: Hannes Karnick und Wolfgang Richter; DVD-Titel: Rebell wider Willen – Das Jahrhundert des Martin Niemöller) erstmals aufgeführt.
Anlässlich seines 100. Geburtstages erschien 1992 eine Briefmarke der Deutschen Bundespost.
Seit 2010 trägt ein Wanderpreis für friedensstiftende und völkerverständigende Initiativen den Namen Niemöllers, die Martin-Niemöller-Friedenstaube. Sie wurde 2010 der Versöhnungskirche Dachau, 2011 dem Zeitgeschichtsarchiv Pragser Wildsee und 2012 dem Stadtarchiv Bozen verliehen.

## „Habe ich geschwiegen“

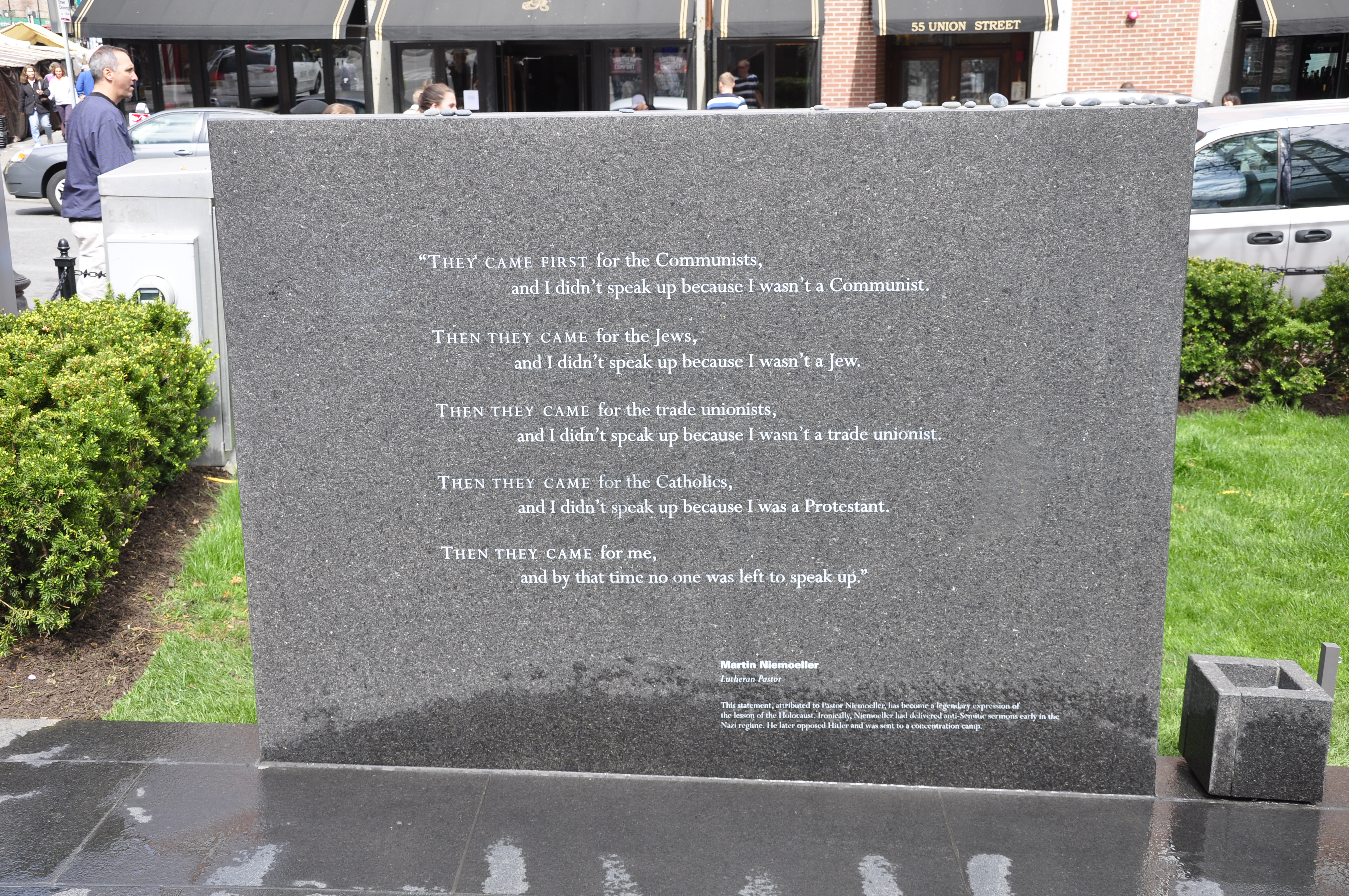
Detail aus dem New England Holocaust Memorial in Boston

„Als die Nazis die Kommunisten holten, habe ich geschwiegen; ich war ja kein Kommunist.

Als sie die Sozialdemokraten einsperrten, habe ich geschwiegen; ich war ja kein Sozialdemokrat.

Als sie die Gewerkschafter holten, habe ich geschwiegen; ich war ja kein Gewerkschafter.

Als sie mich holten, gab es keinen mehr, der protestieren konnte.“

Die Martin-Niemöller-Stiftung betrachtet diese Version als die „offizielle“, was der Historiker Harold Marcuse in Frage stellt. Die Publikation 1986 in Was würde Jesus dazu sagen, auf die die Stiftung sich beruft, ignoriere den Kontext, in dem Niemöller sich selbst zitierte (1976 in einem Interview), nämlich als Antwort auf die 1974 gestellte Frage, warum seine Generation nichts getan hat, als jüdische Deutsche während der 1938er Pogrome massenweise verhaftet wurden. Der Herausgeber des 1986er Werkes habe die in den 1970er Jahren in Deutschland kursierende Version nochmals abgedruckt, obwohl selbst die Reihenfolge der Gruppen in Niemöllers Antwort eine andere war. In Reden, die Niemöller 1946/47 und in den 1950er Jahren hielt, hat er „die Juden“ meistens mit aufgelistet. Das Zitat wird auch heute noch falsch oder gemäß einer nicht schriftlich fixierten Version wiedergegeben, etwa (seit 1965) unter Hinzufügung von „Als sie die Katholiken holten, habe ich nicht protestiert: Ich war ja kein Katholik“.
Der Vers, der vermutlich nicht in der ersten Fassung vorkam, von Niemöller aber zumindest nach 1945 oft nach dem dritten Vers hinzugefügt wurde, ist folgender:

„Als sie die Juden holten, habe ich geschwiegen; ich war ja kein Jude.“

## Schriften (Auswahl)
- Vom U-Boot zur Kanzel. Martin Warneck, Berlin 1934 (Autobiografie). Volltext online Abgerufen am 24. Januar 2020
- mit Otto Dibelius: Die Staatskirche ist da! Denkschrift aus der Bekennenden Kirche. Druckhaus Ley & Wiegandt, Wuppertal-Barmen 1936.
- mit Otto Dibelius: Wir rufen Deutschland zu Gott. Martin Warneck, Berlin 1937.
- „… zu verkündigen ein gnädiges Jahr des Herrn!“ Sechs Dachauer Predigten. München 1946.
  - auf Englisch: God is my Fuehrer. The last 28 sermons. Vorwort Thomas Mann. Philosophical Library, NY 1941.
- Das Vermächtnis des deutschen Widerstandes. In: Ricarda Huch: Der lautlose Aufstand. Bericht über die Widerstandsbewegung des deutschen Volkes 1933–1945. Hrsg. [und eingeleitet] von Günther Weisenborn. Rowohlt, Hamburg 1953, S. 11–12.
- Dahlemer Predigten. Kritische Ausgabe. Hrsg. von Michael Heymel. Im Auftrag des Zentralarchivs der Evangelischen Kirche in Hessen und Nassau. Gütersloher Verlagshaus, Gütersloh 2011, ISBN 978-3-579-08128-1.
- Joachim Perels (Hrsg.): Martin Niemöller. Gewissen vor Staatsräson. Ausgewählte Schriften. Wallstein, Göttingen 2016, ISBN 978-3-8353-1700-0.
- Bibliographie. In: Biographisch-Bibliographisches Kirchenlexikon. Band 6, Herzberg 1993, Sp. 735–748.
- Gedanken über den Weg der christlichen Kirche. Gütersloher Verlagshaus, Gütersloh 2019 (hrsg. von Alf Christophersen und Benjamin Ziemann), ISBN 978-3-579-08544-9